# Grant (Minnesota)
Grant es una ciudad ubicada en el condado de Washington en el estado estadounidense de Minnesota. En el Censo de 2010 tenía una población de 4096 habitantes y una densidad poblacional de 59,63 personas por km².

## Geografía
Grant se encuentra ubicada en las coordenadas 45°4′56″N 92°54′39″O / 45.08222, -92.91083. Según la Oficina del Censo de los Estados Unidos, Grant tiene una superficie total de 68.69 km², de la cual 65.02 km² corresponden a tierra firme y (5.35%) 3.68 km² es agua.

## Demografía
Según el censo de 2010, había 4096 personas residiendo en Grant. La densidad de población era de 59,63 hab./km². De los 4096 habitantes, Grant estaba compuesto por el 96.73% blancos, el 0.2% eran afroamericanos, el 0.34% eran amerindios, el 1.83% eran asiáticos, el 0% eran isleños del Pacífico, el 0.27% eran de otras razas y el 0.63% pertenecían a dos o más razas. Del total de la población el 1.81% eran hispanos o latinos de cualquier raza.